# Трес-Фронтерас

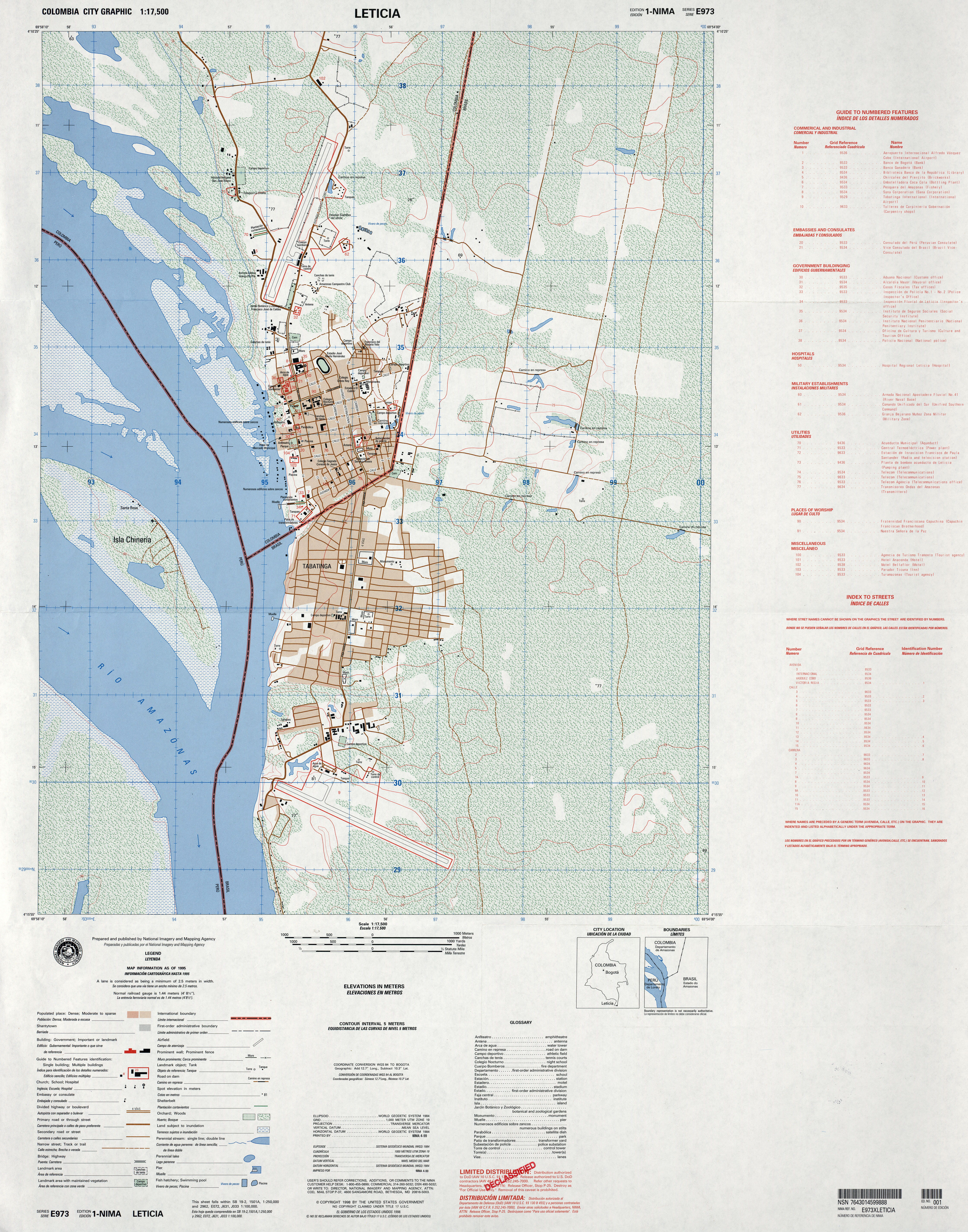
Карта окрестностей пограничного стыка

Трес-Фронтерас (исп. Tres Fronteras, порт. Três Fronteiras) — пограничный стык, в котором сходятся границы Бразилии, Перу и Колумбии.
Расположен в русле реки Солимойнс (верхняя часть Амазонки).
Близлежащие города: Табатинга (Бразилия), Санта-Роса-де-Явари (Перу) и Летисия (Колумбия).

### Географическое положение
Трес-Фронтерас расположен в южной части Колумбии в департаменте Амасонас, на границе с бразильским штатом Амазонас и перуанским регионом Лорето. Район представляет собой важный узел на реке Амазонка, соединяющий города:
- Летисия (Колумбия),
- Табатинга (Бразилия),
- Санта-Роса-де-Явари (Перу).

Регион известен своей уникальной природой и культурным разнообразием, где переплетаются языки и традиции трёх стран.

### Экономика и туризм
Экономика региона в основном зависит от:
1. Туризма: Трес-Фронтерас привлекает путешественников своей природной красотой и возможностью посетить три страны одновременно без необходимости прохождения строгого пограничного контроля.
2. Рыболовства и торговли: Пограничное положение способствует развитию торговли, особенно местными продуктами и ремёслами.

Популярными туристическими направлениями являются:
- Заповедники Амазонии с богатой флорой и фауной.
- Река Амазонка и её притоки, где можно увидеть розовых дельфинов (бото).

### Население и культура
Жители Трес-Фронтерас представляют собой смесь культур коренных народов Амазонии и потомков колониальных переселенцев. В регионе распространены испанский, португальский и кечуа языки.

### Интересные факты
- Регион Трес-Фронтерас не имеет жёстких границ, что позволяет свободное перемещение между городами Летисия, Табатинга и Санта-Роса.
- Трес-Фронтерас часто называют "воротами в Амазонию" благодаря его стратегическому расположению.